# Enric Lluís Roura i Vilaret
Enric Lluís Roura i Vilaret (Calonge, 4 november 1865 - Barcelona, 9 maart 1921) was een ondernemer uit de kurkindustrie en een Catalaans politicus van de Lliga Regionalista.

Hij heeft zijn bachelorstudies onderbroken en is bij zijn vader, Esteve Roura, in de leer gegaan in het familiebedrijf dat gespecialiseerd was in de productie van kurken. Het was de eerste industriële installatie in deze sector die tot de aankomst van de Roura's artisanaal gebleven was. Al vroeg stuurde zijn vader hem in de leer bij zijn oudere broer Josep in Londen (Verenigd Koninkrijk) om Engels te leren. Groot-Brittannië was toen een van de belangrijkste markten voor kurk. Na zijn leertijd vertrok hij naar Schotland om het filiaal in Edinburgh te leiden.

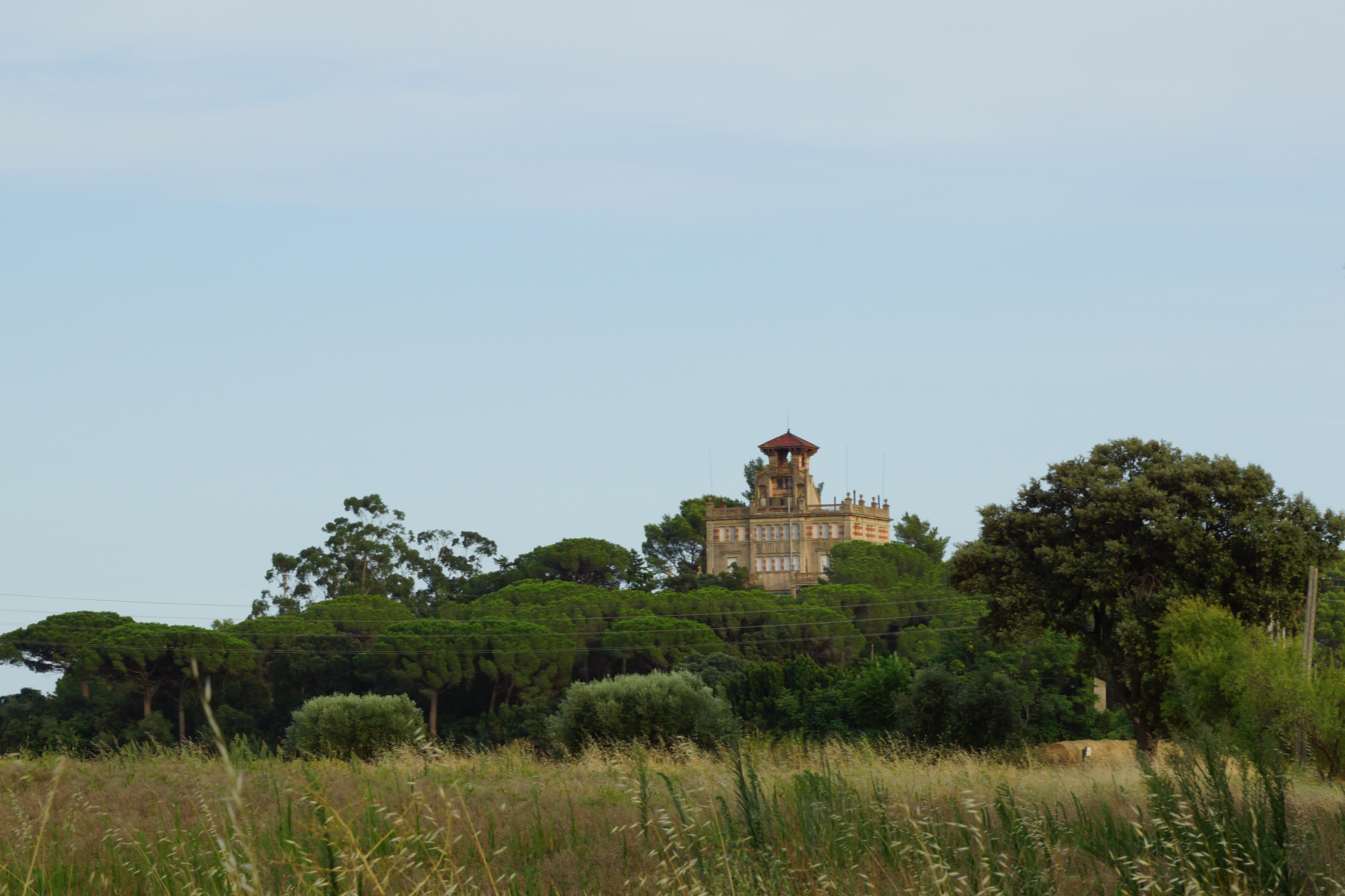
De Torre Roura

 Hij was bijna dertig toen zijn vader overleed en hij de zaak in Calonge overnam. Daar heeft hij de villa Torre Roura in Catalaans modernisme laten bouwen, op de heuvel Les Aixades op de plek van een voormalige wachttoren in de vlakte tussen Calonge en Sant Antoni de Calonge, nu een beschermd monument, dat echter niet publiek toegankelijk is.
Naast zijn activiteiten als zakenman, was  nam hij ook heel wat filantropische initiatieven, zoals het plaatselijke ziekenhuis, een spaarkas en de openbare waterleiding. Politiek was hij actief in de Lliga Regionalista samen met Francesc Cambó i Batlle maar hij onderhield ook vriendschappelijke relaties met politieke tegenstrevers uit het linkse kamp zoals de latere president van de Generalitat Josep Irla i Bosch.
Hij is op vijfenvijftigjarige leeftijd overleden in Barcelona. In zijn laatste wil heeft hij uitdrukkelijk vermeld dat hij in Calonge begraven wilde worden.

## Erkenning
- De gemeente Calonge i Sant Antoni heeft de straat Carrer Enric Lluís Roura in de wijk Eixample, de eerste stadsuitbreiding uit het begin van de 20ste eeuw, naar hem genoemd.